# Cristian Brocchi
Cristian Brocchi, född 30 januari 1976 i Milano i Italien, är en italiensk före detta fotbollsspelare som numera är tränare för Monza.

## Spelarkarriär
Brocchi påbörjade sin karriär i AC Milans ungdomslag och lånades i sina yngre år ut till Pro Sesto och Lumezzane. 1998 såldes Brocchi till Hellas Verona i Serie B och var med då de tog klivet upp till Serie A. Efter ett år i Serie A skrev han på kontrakt för Inter Milan 2000. Under sommaren 2001 såldes han tillbaka till AC Milan i utbyte mot Andrés Guglielminpietro som gick till Inter. Han gjorde bara 15 matcher för AC Milan det året och oftast som avbytare. Han lånades i juli 2005 ut till Fiorentina med mål på en permanent övergång, men återvände till Milano i slutet av säsongen 2005/2006.
Brocchi gjorde sin landslagsdebut för Italien i en vänskapsmatch mot Turkiet 15 november 2006.

## Tränarkarriär
I april 2016 tog Brocchi som huvudtränare för AC Milan.

## Privatliv
Brocchi har öppnat ett kafé i Milano tillsammans med sin före detta lagkamrat Christian Abbiati och startat en klädkedja (Baci & Abbracci) med Christian Vieri och modellen Alena Šeredova. Märket börjar i skrivande stund bli mycket populärt i Italien.[källa behövs]